# Dead by Daylight
『Dead by Daylight』（デッド バイ デイライト）は、カナダのゲーム会社Behaviour Interactiveが開発し、Starbreeze Studiosより発売された非対称型対戦サバイバルホラーゲーム。
Windows版は2016年6月に発売され、PlayStation 4とXbox One版は2017年6月23日に発売された。
2020年2月13日には、パッケージソフトとして本編のPS4スペシャルエディションに追加コンテンツのダウンロードコードや小冊子がセットになった『Dead by Daylight-山岡一族の物語り-公式日本版』が発売された。

## システム
非対称型対戦アクションゲームである本作は、1人のプレイヤーが殺人鬼（キラー）を操作し、残りのプレイヤーたちが生存者（サバイバー）を操作する仕組みとなっている。生存者役となるプレイヤーは4人参加する。殺人鬼役のプレイヤーのゲーム画面は一人称視点で表示され、生存者役のプレイヤーの画面は三人称視点で表示される。殺人鬼役のプレイヤーは、複数の殺人鬼の中から1人を選択し、同様に生存者役のプレイヤーも複数いる生存者たちの中から1人を選択する。なお、チーム内で複数のプレイヤーが同じ生存者を選ぶことも可能である。

### 生存者の行動
生存者はフィールド上に設置してある7つの発電機のうち5つを修理して電源を回復させ、2つある脱出ゲートのうちのどちらかを開いて脱出することが目的である。また最後の生存者になった場合はマップのどこかに脱出用ハッチが出る。そこからの脱出も可能。
発電機を修理することで修理ゲージが上昇し、ゲージが満タンになると修理が完了したとみなされる。ただし、修理中の発電機は音が出ることから殺人鬼に気付かれやすく、ランダムでスキルチェックというQTEが発動し、タイミングに合わせてキーを押すミニゲームが始まる。
もし、スキルチェックに失敗した場合は修理ゲージ10％が減る。しかも発電機の爆発によって大きな音が発生するうえ、殺人鬼側のプレイヤーの画面に爆発を起こした発電機の位置が示されるため、殺人鬼に生存者の居場所が露見する。
殺人鬼の攻撃を2回受けると生存者はその場に這いつくばった状態（瀕死状態）となり、殺人鬼は倒れた生存者を担ぐことができる。ただし、ロッカーに隠れて見つかった場合、即座に担がれる。担がれている段階で特定のスキルチェックを続けてゲージを満たすことにより、振りほどくことができる。

### 殺人鬼の行動
殺人鬼の目的は、すべての生存者を処刑用フックに吊るし、エンティティに捧げる（皆殺しにする）または、殺害することであり、可能な限り生存者の脱出を遅延・阻止する。
生存者が走ると無数の赤い線による痕跡が残り、逃走経路が分かるようになっている。逆に一部の例外を除き、殺人鬼が近づくと生存者に心音が聞こえるため、殺人鬼が姿をさらす前に生存者が逃げることや隠れてしまうこともある。

### プレイ結果・スキル獲得
ゲーム内での行動により、勝敗に関係なく「ブラッドポイント」が得られる。ブラッドポイントは行動の内容によって得られる量が異なり、生存者として脱出するためにたくさん貢献した場合は殺人鬼に殺されてもブラッドポイントが多く得られる一方、何もせずに逃げのびた場合に得られるブラッドポイントは少ない。また、殺人鬼の場合は生存者に逃げられても、フックに吊るす回数が多いほどブラッドポイントが得られる。
ゲーム内で得たブラッドポイントは、「ブラッドウェブ」というスキルツリーによるパークの取得やアイテムの購入に役立てることができる。また、このポイントは生存者と殺人鬼で共有されている。

## 世界観
本作の世界観については本編に登場する生存者以外の手記の形式で語られている。それによると、本作の世界は「エンティティ」と呼ばれる存在が創造したものである。エンティティは古代から存在する邪悪な力であり、登場人物はエンティティによってゲーム内の世界に捕えられている。登場人物は生存者と殺人鬼に分かれており、生存者は命を懸けた終わりのないゲームをエンティティによって行わせられる。また、ゲームで死んだとしても復活させられて新たなゲームに挑戦させられる。ゲーム内での殺人鬼の目的は生存者をエンティティの生贄に捧げることで、生存者がフックに吊るされるとエンティティは大きな爪のような実体を現す。殺人鬼にも殺戮を積極的に行う者とそうでない者がおり、後者に対してエンティティは人間性を失うまで拷問にかけ、最終的に殺人鬼は人間性を失って生存者に襲いかかるようになる。

## 他作品の要素について
本作には独自の要素だけでなく、他作品（映画・ゲーム）からの登場人物や関連する領域が存在する。
| \| 日付 \| タイトル \| 生存者 \| 殺人鬼 \| マップ \| 領域 \| 備考 \| 出典 \| \| ---- \| ---------------------------- \| ------------------------------------------------------------------------------------------------- \| ------------ \| ------------------ \| ------------------------ \| ---------------------------------------- \| ------------ \| \| \| 『Halloween』 \| ローリー・ストロード \| シェイプ \| ランプキン・レーン \| ハドンフィールド \| \| [15] \| \| \| 『悪魔のいけにえ』 \| - \| カニバル \| - \| \| \| [16][17] \| \| \| 『エルム街の悪夢』 \| クエンティン・スミス \| ナイトメア \| バダム幼稚園 \| スプリングウッド \| \| [18][19][20] \| \| \| 『Saw』 \| タップ刑事 \| ピッグ \| ザ・ゲーム \| ギデオン食肉工場 \| \| [21][22] \| \| \| 『死霊のはらわた』 \| アシュレイ・J・ウィリアムズ \| - \| - \| \| \| [23] \| \| \| 『ストレンジャー・シングス』 \| スティーブ・ハリントン（スキンの購入によりジョナサン・バイヤーズも使用可能） ナンシー・ウィーラー \| デモゴルゴン \| 地下施設 \| ホーキンス研究所 \| 2021年11月18日まで[24]（現在は購入可能） \| [25] \| \| \| 『ヘル・レイザー』 \| - \| セノバイト \| - \| \| \| [26] \| \| \| 『リング』 \| 浅川陽一 \| 怨霊 \| _ \| \| \| \| \| \| 『エイリアン』 \| エレン・リプリー（スキンの購入によりレインも使用可能） \| ゼノモーフ \| ノストモロ号の残骸 \| ドゥワルカ・ディーブッド \| \| \| \| \| 『チャイルド・プレイ』 \| \| グッドガイ \| \| \| \| \| \| \| 『東京喰種』 \| \| 金木研 \| \| \| \| \| |                              |                                                                                                   |              |                    |                          |                                      |                      |
| 日付 | タイトル                     | 生存者                                                                                            | 殺人鬼       | マップ             | 領域                     | 備考                                 | 出典                 |
| | 『Halloween』                | ローリー・ストロード                                                                              | シェイプ     | ランプキン・レーン | ハドンフィールド         |                                      | [ 15 ]               |
| | 『悪魔のいけにえ』           | -                                                                                                 | カニバル     | -                  |                          |                                      | [ 16 ] [ 17 ]        |
| | 『エルム街の悪夢』           | クエンティン・スミス                                                                              | ナイトメア   | バダム幼稚園       | スプリングウッド         |                                      | [ 18 ] [ 19 ] [ 20 ] |
| | 『Saw』                      | タップ刑事                                                                                        | ピッグ       | ザ・ゲーム         | ギデオン食肉工場         |                                      | [ 21 ] [ 22 ]        |
| | 『死霊のはらわた』           | アシュレイ・J・ウィリアムズ                                                                       | -            | -                  |                          |                                      | [ 23 ]               |
| | 『ストレンジャー・シングス』 | スティーブ・ハリントン（スキンの購入によりジョナサン・バイヤーズも使用可能） ナンシー・ウィーラー | デモゴルゴン | 地下施設           | ホーキンス研究所         | 2021年11月18日まで（現在は購入可能） | [ 25 ]               |
| | 『ヘル・レイザー』           | -                                                                                                 | セノバイト   | -                  |                          |                                      | [ 26 ]               |
| | 『リング』                   | 浅川陽一                                                                                          | 怨霊         | _                  |                          |                                      |                      |
| | 『エイリアン』               | エレン・リプリー（スキンの購入によりレインも使用可能）                                            | ゼノモーフ   | ノストモロ号の残骸 | ドゥワルカ・ディーブッド |                                      |                      |
| | 『チャイルド・プレイ』       |                                                                                                   | グッドガイ   |                    |                          |                                      |                      |
| | 『東京喰種』                 |                                                                                                   | 金木研       |                    |                          |                                      |                      |

| \| 日付 \| タイトル \| 生存者 \| 殺人鬼 \| マップ \| 備考 \| 出典 \| \| ---- \| --------------------------- \| --------------------------------------------------------------------------------------------------------------------------------------------------------------------------------------------------------------------------------------- \| ----------------------------------------------------------------------------------------- \| -------------------------------------------------------------------- \| ---- \| -------- \| \| \| 『Left 4 Dead』 \| ウィリアム・"ビル"・オーバーベック \| - \| - \| \| [27][28] \| \| \| 『サイレントヒル』 \| シェリル・メイソン（スキンの購入により、リサ・ガーランド、シビル・ベネット、ジェイムス・サンダーランド、マリアも使用可能） \| エクセキューショナー、ロビー君（リージョンのスキン） \| ミッドウィッチ小学校（サイレントヒル） \| \| [29] \| \| \| 『バイオハザード』 \| レオン・S・ケネディ （スキンの購入によりクリス・レッドフィールド、カルロス・オリヴェイラも使用可能） ジル・バレンタイン（スキンの購入によりクレア・レッドフィールド、シェバ・アローマも使用可能） エイダ・ウォン レベッカ・チェンバース \| ネメシス ウェスカー ハンク（リージョンのスキン） ウィリアム・バーキン（ブライトのスキン） \| ラクーンシティ警察署西棟、ラクーンシティ警察署東棟（ラクーンシティ） \| \| [30] \| \| \| 『アラン・ウェイク』 \| アラン・ウェイク（スキンの購入によりサーガ・アンダーソン、ローズ・マリーゴールドも使用可能） \| \| \| \| \| \| \| 『ダンジョンズ&ドラゴンズ』 \| エストゥリー・ヤザール、ベアマール・ウラズ \| リッチ（ヴェクナ） \| 忘れ去られた遺跡（壊滅したボルゴ） \| \| \| \| \| 『トゥームレイダー』 \| ララ・クロフト \| \| \| \| \| \| \| 『悪魔城ドラキュラ』 \| トレバー・ベルモンド（スキンの購入によりアルカード、来須蒼真も使用可能） \| （ダークロード）ドラキュラ \| \| \| \| |                             | |                                                                                           |                                                                      |      |               |
| 日付 | タイトル                    | 生存者 | 殺人鬼                                                                                    | マップ                                                               | 備考 | 出典          |
| | 『Left 4 Dead』             | ウィリアム・"ビル"・オーバーベック | -                                                                                         | -                                                                    |      | [ 27 ] [ 28 ] |
| | 『サイレントヒル』          | シェリル・メイソン（スキンの購入により、リサ・ガーランド、シビル・ベネット、ジェイムス・サンダーランド、マリアも使用可能） | エクセキューショナー、ロビー君（リージョンのスキン）                                      | ミッドウィッチ小学校（サイレントヒル）                               |      | [ 29 ]        |
| | 『バイオハザード』          | レオン・S・ケネディ （スキンの購入によりクリス・レッドフィールド、カルロス・オリヴェイラも使用可能） ジル・バレンタイン（スキンの購入によりクレア・レッドフィールド、シェバ・アローマも使用可能） エイダ・ウォン レベッカ・チェンバース | ネメシス ウェスカー ハンク（リージョンのスキン） ウィリアム・バーキン（ブライトのスキン） | ラクーンシティ警察署西棟、ラクーンシティ警察署東棟（ラクーンシティ） |      | [ 30 ]        |
| | 『アラン・ウェイク』        | アラン・ウェイク（スキンの購入によりサーガ・アンダーソン、ローズ・マリーゴールドも使用可能） |                                                                                           |                                                                      |      |               |
| | 『ダンジョンズ&ドラゴンズ』 | エストゥリー・ヤザール、ベアマール・ウラズ | リッチ（ヴェクナ）                                                                        | 忘れ去られた遺跡（壊滅したボルゴ）                                   |      |               |
| | 『トゥームレイダー』        | ララ・クロフト |                                                                                           |                                                                      |      |               |
| | 『悪魔城ドラキュラ』        | トレバー・ベルモンド（スキンの購入によりアルカード、来須蒼真も使用可能） | （ダークロード）ドラキュラ                                                                |                                                                      |      |               |

| \| 日付 \| 生存者 \| 殺人鬼 \| マップ \| 備考 \| 出典 \| \| ---- \| ------------------------------------------------------------------------------------------------------------------------------ \| ------------------------------------------------------------------ \| ------ \| ---------------------------------------------------------------------------------------------------------------------------------------------------------------------- \| ---- \| \| \| - \| ゴーストフェイス \| - \| 半分は映画『スクリーム』からの設定を用い、他半分を制作チームによる創作としてリリース[31]。電撃オンラインによると、市販されているマスクとのコラボレーションと明記[32]。 \| \| \| \| ドワイト・フェアフィールド メグ・トーマス ジェイク・パーク 木村結衣 ケイト・デンソン ザリーナ・カッシル フェリックス・リクター \| スピリット 鬼 \| \| 進撃の巨人のスキン \| \| \| \| ニコラス・ケイジ \| \| \| チャプター・ニコラス・ケイジ \| \| \| \| DbDオリジナルキャラすべて（ローリー、アッシュ、レオン、エイダ、ニコラス、アラン、ララ、トレバーなど） \| 鬼、ドレッジ、ドクター、デススリンガー \| \| アイアンメイデンのスキン \| \| \| \| \| トラッパー、レイス、ドクター、クラウン、デススリンガー、リージョン \| \| スリップノットのスキン \| \| | |                                                                    |        | |      |
| 日付 | 生存者 | 殺人鬼                                                             | マップ | 備考 | 出典 |
| | - | ゴーストフェイス                                                   | -      | 半分は映画『スクリーム』からの設定を用い、他半分を制作チームによる創作としてリリース。電撃オンラインによると、市販されているマスクとのコラボレーションと明記。 |      |
| | ドワイト・フェアフィールド メグ・トーマス ジェイク・パーク 木村結衣 ケイト・デンソン ザリーナ・カッシル フェリックス・リクター | スピリット 鬼                                                      |        | 進撃の巨人のスキン |      |
| | ニコラス・ケイジ |                                                                    |        | チャプター・ニコラス・ケイジ |      |
| | DbDオリジナルキャラすべて（ローリー、アッシュ、レオン、エイダ、ニコラス、アラン、ララ、トレバーなど）                          | 鬼、ドレッジ、ドクター、デススリンガー                             |        | アイアンメイデンのスキン |      |
| | | トラッパー、レイス、ドクター、クラウン、デススリンガー、リージョン |        | スリップノットのスキン |      |

## 広報
2017年1月下旬、台北世貿一館で開かれたTaipei Game Showにて、本作は実況向けのゲームとして、Twitchのブースの一つとして出展され、中文繁体字のサポートが発表された。

## 反響
本作は発売から1週間で27万本を売り上げ、2016年8月、本作の発売元であるStarbreezeは第二四半期財務報告にて本作の売り上げ本数が100万本を突破したことを明らかにした。
4Gamer.netの奥谷海人は大ヒットの理由について、「戦略性や緊張感の高さから、楽しむことができるからではないか」と推測している。
AUTOMATONのMinoru Umiseは、「Starbreezeがコミュニティの意見を取り入れて改善していく姿勢を見せた結果、100万本を突破したのではないか」と推測している。
生存者の一人の衣装に出身地である飛騨市の文字が入っていたことから、SNS上で飛騨市に注目が集まり、当時の市長である都竹淳也をはじめとする飛騨市の関係者が反応するという出来事もあった。
2022年には本作のスピンオフである恋愛シミュレーションゲーム『Hooked on You: A Dead by Daylight Dating Sim』が販売された。

### 評価
GameSpotでは10点満点中6.0点がつけられ、「"Dead by Daylight"は、対戦型ホラーゲームのコンセプトを実現して見せたけど、ある程度までしか実現できていない」という評価が下された。
4Gamer.netの板東篤は本作について低予算のホラー映画の中に放り込まれたような気分を味わえる作品だと述べ、殺人鬼側でのプレイについて「殺人鬼が一方的に蹂躙するゲームだと想像していたが、実際は生存者を探し出すのに苦労するものの見つけて殺した時の達成感が高い」と評した。その一方で、板東は「1人用のモードがない」「マッチングロビーですぐに抜ける人が多く、対戦がなかなか始まらない」といった点を指摘した。

### 色覚サポート機能の要望
本作においては、生存者が通過した跡はわずかな間地面に赤い傷として残るなどといった視覚情報がプレイにおける重要な要素として存在している一方で、これらは色覚異常の当事者たちからは見づらいという意見が寄せられていた。加えて、2021年1月13日に発表されたパッチノートの一つとして実装予定のヘッドアップディスプレイ（プレイ画面に情報を重ねて表示する手法）が彼らにとって非常に見えにくいということが判明し、コミュニティからは反発が起きた。
さらに、本作のゲームデザイナーであるAlmoことイーサン・ラーソン（Ethan Larson）は自分のTwitchでの配信の中で、色覚サポートの要望について言及する際に「自分たちにせがみ続けても何も変わらない」、「時間があるときや、必要だと誰かが判断した時にやる」と発言したため、色覚異常の当事者たちを軽視したとして大きな反発が起こった。
このことは、ユーザーを通じてコンピュータゲームのアクセシビリティ向上をめざす非営利団体The AbleGamers CharityのCOOであるスティーブン・スポーン（Steven Spohn）に知らされ、スポーンはTwitter上で「色覚サポートの導入を求める声にうんざりしているのなら、ゲームで遊べないために苦労している方たちのことを考えてください」と遺憾の意を示した。
これに対し、本作の公式アカウントはこの騒動に対して不快感を抱いたユーザーへ謝罪し、Almoの発言がチーム全体を代表したものではないと述べた。そのうえで、公式アカウントは色覚オプションの具体的な実装時期は明言できないとしつつも、実装に向けて準備が進んでいることを明かした。